# (18114) Rosenbush
(18114) Rosenbush es un asteroide perteneciente al cinturón de asteroides, descubierto el 5 de julio de 2000 por el equipo del Lowell Observatory Near-Earth-Object Search desde la Estación Anderson Mesa (condado de Coconino, cerca de Flagstaff, Arizona, Estados Unidos).

## Designación y nombre
Designado provisionalmente como 2000 NN19. Fue nombrado por Vera K. Rosenbush (nacida en 1948) quien es una científica de alto nivel del observatorio astronómico principal de la Academia Nacional de Ciencias de Ucrania. Es pionera en la investigación del efecto de oposición polarimétrica óptica en satélites planetarios y planetas menores.

## Características orbitales
Rosenbush está situado a una distancia media del Sol de 2,583 ua, pudiendo alejarse hasta 2,887 ua y acercarse hasta 2,280 ua. Su excentricidad es 0,118 y la inclinación orbital 13,864 grados. Emplea 1516,56 días en completar una órbita alrededor del Sol.
Pertenece a la familia de asteroides de (15) Eunomia.

## Características físicas
La magnitud absoluta de Rosenbush es 13,12. Tiene 7,331 km de diámetro y su albedo se estima en 0,227.